# 杨春芳 (1892年)
杨春芳（1892年—1928年），四川泸县背牛石人，中华民国川军将领。

## 生平
辛亥革命之后，杨春芳在川南聚众抢劫居民和行商。靖国军兴起后，杨春芳经黄复生、卢师谛招安，所部编为两个团，杨春芳任纵队司令，驻扎万县，由卢师谛直接指挥。
1920年，黄复生、卢师谛离开军队赴上海，杨春芳改投第一军，所部被编为独立第一旅，杨春芳任旅长，驻扎忠县。刘湘主掌四川大权后，命第二军杨森改编杨春芳旅，移驻泸州。1922年，杨森败退撤出四川后，杨春芳归正第一军，改驻忠州、丰都、石柱地区。
1923年，杨森自宜川回四川时，杨春芳投降杨森。同年秋，杨森自重庆返回万县，熊克武发表吕超为讨贼军第一路司令，并且同时发表杨春芳、彭竹轩为师长，命令这两个师归吕超指挥，以吕超率杨春芳师驻泸县，彭竹轩师驻叙永、古蔺。杨春芳见到讨贼军作战失利，熊克武南来，便又改投杨森，并扣押了吕超。1924年2月14日，杨春芳获授将军府启威将军。
后来，杨森失败，杨春芳转而投降刘文辉，被刘文辉在成都诱杀。